# 少陰病
少陰病是中醫學的病證名，傷寒六經病之一。性質為腎陽虛，造成寒水不能制；或血虧擾心。陽氣不足則脈微細，昏昏欲睡；寒水肆虐則厥逆、下利、小便色白、身痛、心煩、嘔吐。治療以溫法為主。
陰不足時，無法降溫，也不夠潤澤，就會嚴重出現躁熱症狀。主要症狀是發熱、手腳發熱、盜汗、喉嚨渴、焦躁不安、舌頭呈現深紅色且有裂紋、舌苔少、脈搏短促等。熱感只限於臉部或手腳，發熱或喉嚨乾可在夜間會越為顯著。食療以玫瑰花，富有膽固醇的食物如豬油為佳。中醫芳療以『補陰』精油來補陰降熱。推薦精油：大馬士革玫瑰、天竺葵、乳香。療效良好的中藥和食材：花旗蔘、桃子。

## 外部連結
- 少陰病 （页面存档备份，存于） 中藥方劑圖像數據庫 (香港浸會大學中醫藥學院) （中文）（英文）